# Ararat Kaltakdżian
Ararat (imię świeckie Hagop Kaltakdżian, ur. 11 grudnia 1962 w Bejrucie) – duchowny Apostolskiego Kościoła Ormiańskiego, od 2006 biskup pomocniczy Eczmiadzyna. 

## Życiorys
Święcenia kapłańskie przyjął 20 kwietnia 1986. Sakrę biskupią otrzymał 19 listopada 2006. Obecnie jest odpowiedzialny za nadzór nad monasterami Kościoła ormiańskiego, ma również tytuł Wielkiego Zakrystiana katedry eczmiadzyńskiej.